# Senftenbeger See

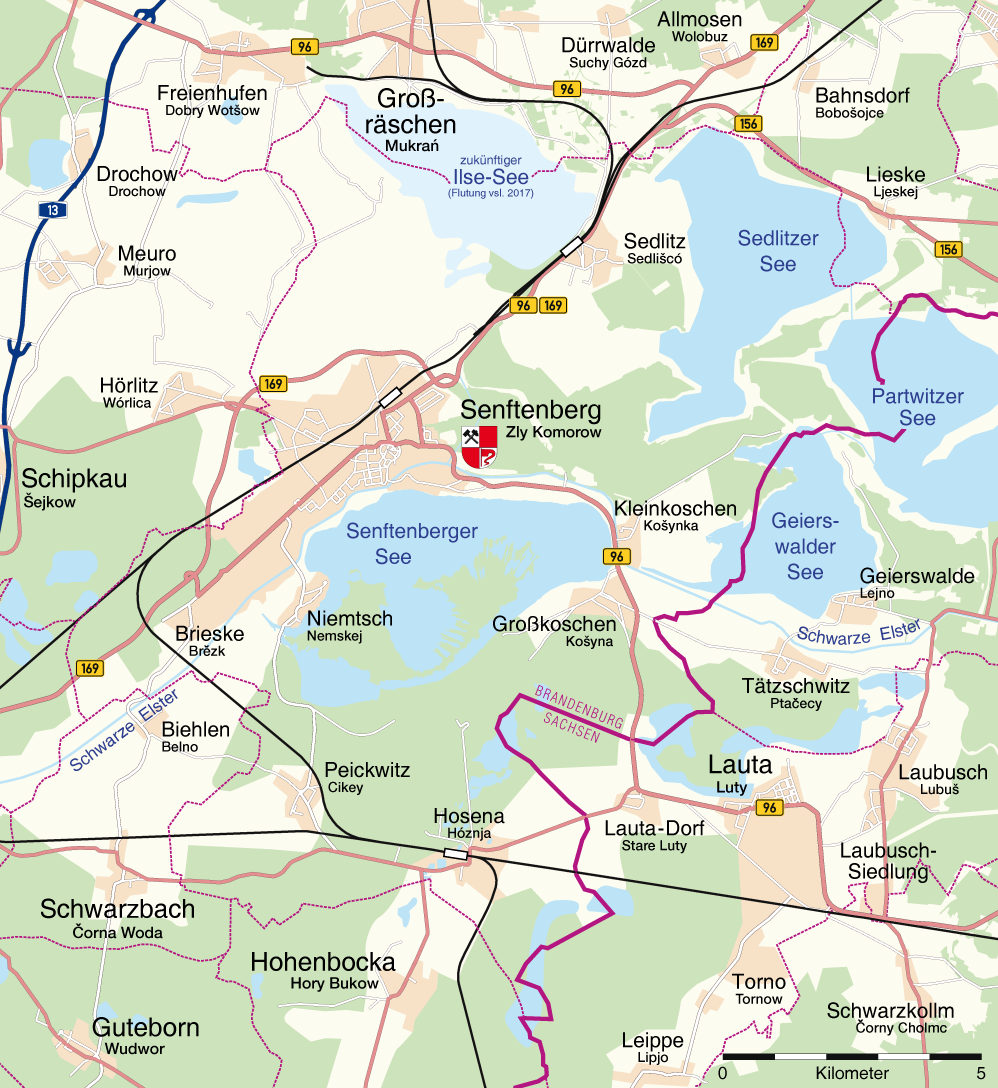
Mapa de Senftenberg y alrededores.

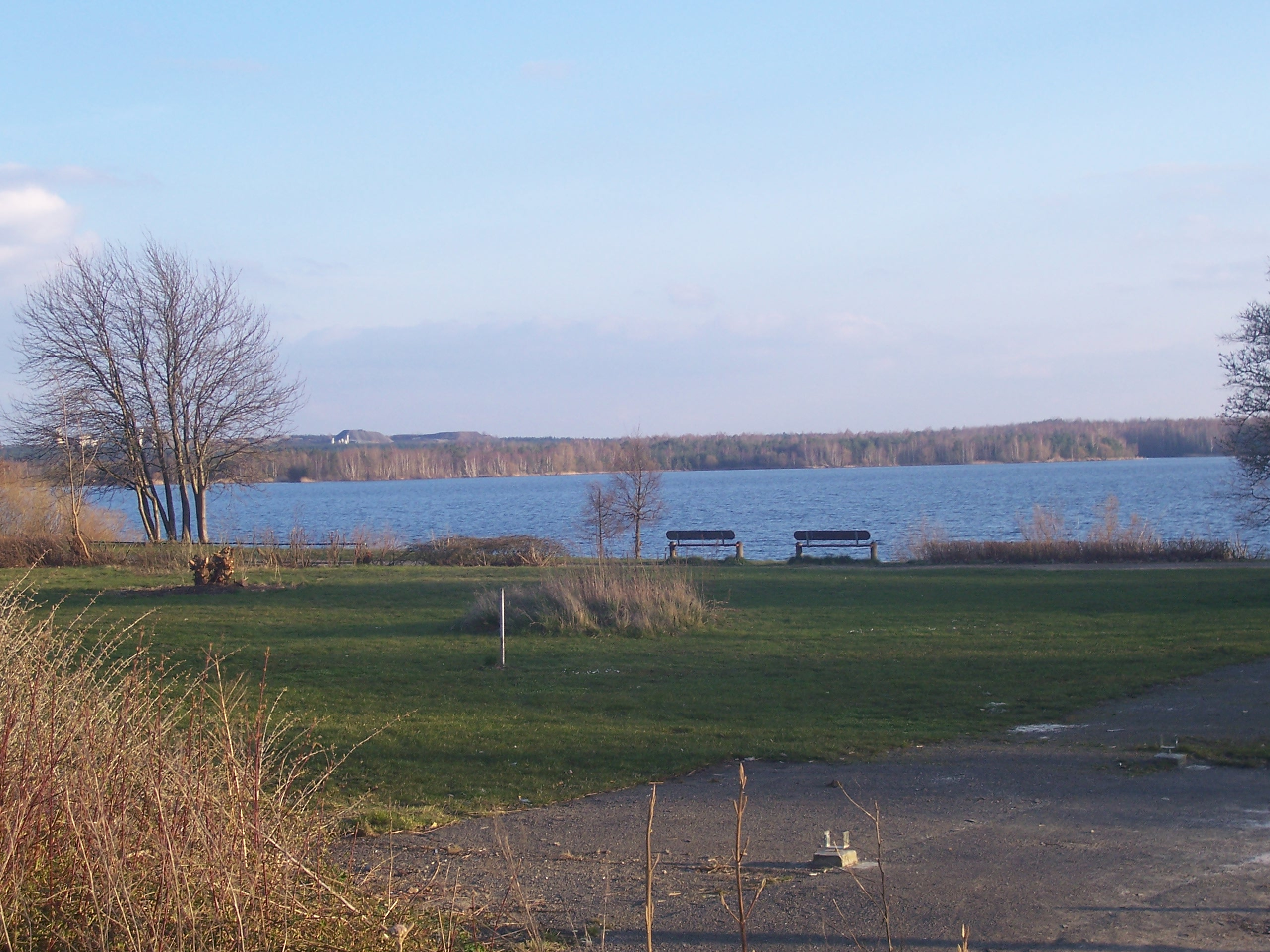
El Senftenberger See desde Koschenberg.

El Senftenberger See es un lago artificial en Alto Bosque del Spree-Lusacia, Brandenburgo, Alemania. Se encuentra a 99 msnm, tiene una superficie de 13,00 km², un perímetro de 18 km (de los cuales 7 km son playas) y una profundidad máxima de 28 m. Recibe su nombre de la cercana ciudad de Senftenberg.

## Historia
El lago se crea mediante la inundación de una antigua mina de carbón de la mina a cielo abierto de Niemtsch con los aportes fluviales del Schwarze Elster. El proceso de llenado duró cinco años: desde noviembre de 1967 hasta noviembre de 1972. In 1990, a considerable length of coast braced because of impending landslides. 

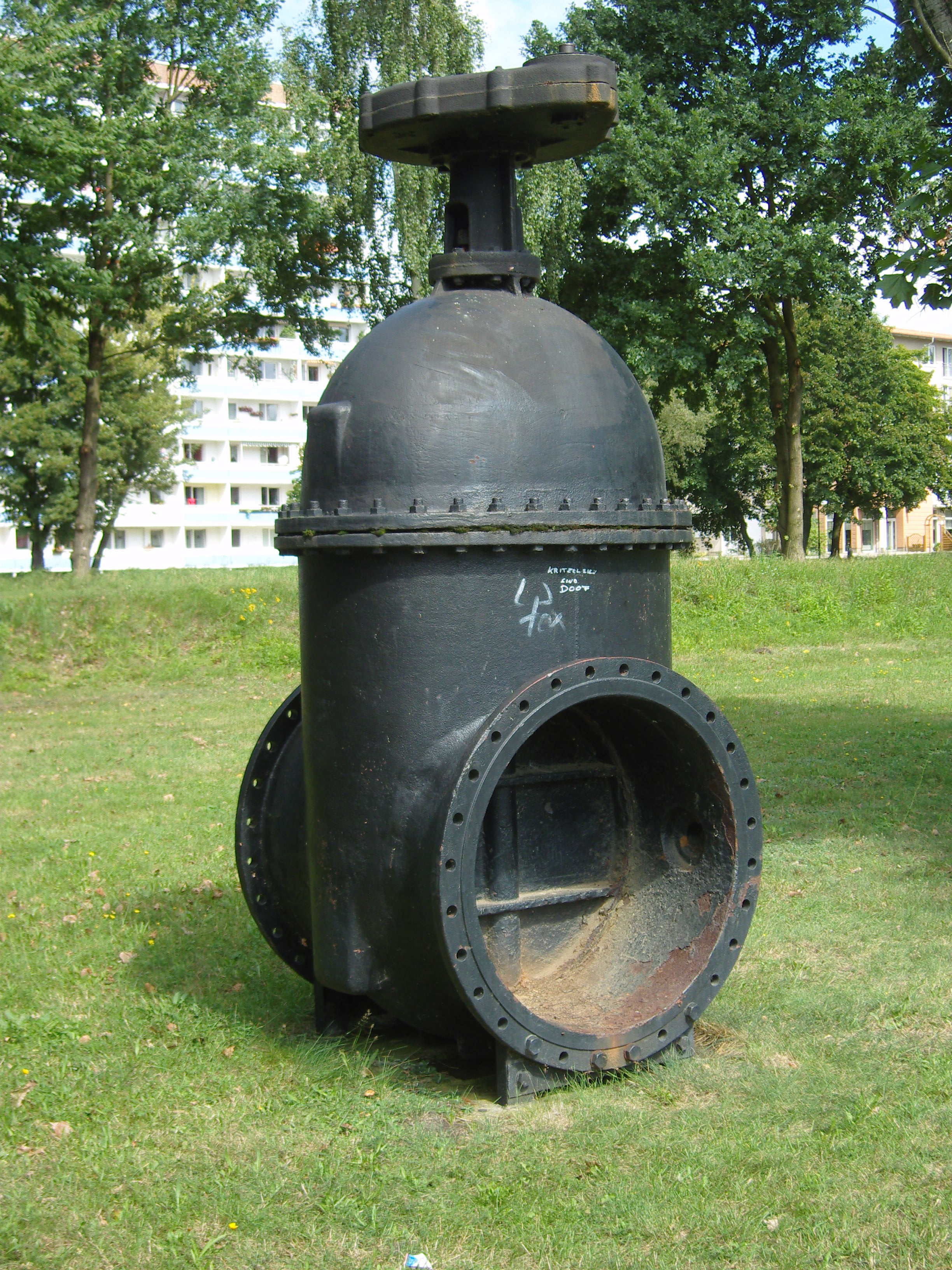
Válvula del sistema de inundación del lago.

Die Flutungsmenge betrug anfänglich bis zu 60 Kubikmeter pro Minute. Um die Flutungszeit zu verkürzen, wurde 40 Meter von der ersten Flutungsstelle entfernt ein weiterer Düker mit offenem Gerinne im Mai 1968 in Betrieb genommen. So konnte auch Schmelz- und Regenwasser aufgenommen und die Flutungsmenge auf bis zu 140 Kubikmeter Wasser pro Minute erhöht werden.
Seit der Inbetriebnahme des ersten Strandabschnittes im Jahre 1973 erfreut sich der See großer Beliebtheit bei Urlaubern, Badegästen, Surfern und Seglern. Nach 1990 wurden in weiten Abschnitten Uferbefestigungen durchgeführt, da durch den veränderlichen Wasserstand große Teile des Steilufers abzurutschen drohten. Die Tiefe des Sees betrug zu Anfang 40 Meter, neuere Messungen fanden keine tieferen Stellen als 25 Meter mehr.
Der Senftenberger See ist seit November 2007 ein schiffbares Gewässer und darf motorisiert (max. 12 km/h) befahren werden.

## Calidad del agua
El lago se caracteriza por la alta calidad y visibilidad (5 metros) de sus aguas, donde habitan varias especies de peces.
Die Badewasserqualität wird regelmäßig von unabhängigen Organisationen überwacht. Das Wasser ist so klar, dass man unter günstigen Umständen bis in eine Tiefe von 5 m sehen kann. Der See ist aufgrund seines Fischreichtums (Zander, Hecht, Barsch, Aal, Karpfen, Plötze und Wels) auch ein beliebtes Angelrevier.
Problematisch war über lange Zeit der stellenweise saure pH-Wert des Seewassers. Bedingt wird dies durch die allmähliche Zersetzung von eisensulfidhaltigem Abraum zu Schwefelsäure und Sulfaten. Aufgrund der ständigen Verdünnung mit Frischwasser aus der Schwarzen Elster sind davon heute nur noch wenige Stellen im Naturschutzgebiet und der Südsee betroffen.

## Isla
En el lago existe una isla artificial de 250 ha de superficie, densamente arbolada, levantada con los escombros de la antigua explotación minera y declarada Reserva Natural en 1981. Su acceso está prohibido debido al alto riesgo de caída por la inclinación e inestabilidad de sus laderas.  

## Turismo
Debido a su buena comunicación y cercanía, es muy frecuentado por visitantes de Sajonia. La duración del trayecto desde Dresde hasta el Senftenberger See por la Autovía 13 es de menos de una hora.
- Baño (Naturismo y textil).
- Buceo (alquiler y escuela de buceo en Peickwitz).
- Vela , surf, remo.
- Pesca.
- Senderismo.
- Bicicleta.
- Camping, viviendas de vaciones.
- Hidroterapia.
- Recorridos alrededor del Senftenberger See a bordo del MS Santa Barbara.

## Zonas de baño
- Senftenberg, pequeña playa de arena sólo textil.
- Niemtsch, Strand am Ort selbst und ca. 2 Kilometer weiter südlich am sogenannten „Südsee“ (Textil und FKK gemischt).
- Großkoschen, playa de arena, con parque y jardín (principalmente textil, aunque hay una pequeña zona naturista).
- Buchwalde ist ein Ende der 1990er Jahre im Zuge der Sicherung des Steilufers neu gestalteter Strandabschnitt (getrennter Textil- und FKK-Bereich). Hier gibt es eine Wasserrutsche und ein Beachvolleyballanlage. Beliebt ist der Seestrand auch bei Surfern.